# Mapua
Mapua ist ein Ort im Tasman District auf der Südinsel von Neuseeland.

## Geographie
Mapua befindet sich rund 16 km westlich von Nelson an der Tasman Bay / Te Tai-o-Aorere zwischen Nelson und Richmond im Südosten und Motueka im Nordwesten. Moturoa / Rabbit Island liegt östlich des Ortes und der New Zealand State Highway 60 passiert den Ort knapp 2 km westlich.

## Geschichte
Knochen- und Werkzeugfunde belegen, dass die Gegend um Mapua schon früh von den Māori besiedelt wurde. Da es keine Nachweise von Waffenherstellung und Kannibalismus gibt, geht man davon aus, dass die Ureinwohner Neuseelands in dieser Gegend recht friedlich lebten. Die fehlende Kriegserfahrung dürfte ihnen zum Verhängnis geworden sein, als in den 1820er Jahren der Māori-Führer Te Rauparaha von der Nordinsel kommend die nördlichen Gebiete der Südinsel unterwarf. Nachdem Arthur Wakefield am 8. Oktober 1841 in der Tasman Bay / Te Tai-o-Aorere angelandet war, fand er dort nur noch eine kleine Māori-Population vor.
1854 kaufte James S. Cross Land im heutigen Ortsbereich von Mapua, James Heatly war der erste Siedler in der Region. Das Hafengebiet war als Western Entrance und die Gemeinde unter der Bezeichnung Seaton bekannt, als F.I. Ledger um 1910 die Stadtgründung vorantrieb und für den Ort den Namen Mapua wählte. 1912 wurde das erste Postamt eröffnet, in den darauffolgenden Jahren wurde Mapua an das regionale Straßennetz angeschlossen.

## Bevölkerung
Zum Zensus des Jahres 2013 zählte der Ort 2013 Einwohner, 7,2 % mehr als zur Volkszählung im Jahr 2006.

## Umweltbelastung
Im 20. Jahrhundert gehörte der Ort aufgrund von Pestizid-Rückständen einer mittlerweile stillgelegten Fabrik zu den phasenweise am stärksten verschmutzten Gegenden in Neuseeland. Mittels einer umfangreichen und aufwendigen Dekontamination der Umwelt wurden alle Schadstoffe beseitigt.